# Patrick Parizon
Patrick Parizon (3 juni 1950) is een Frans voetbaltrainer.

## Spelerscarrière
- 1958-1967 FC Montceau Bourgogne
- 1967-1973 AS Saint-Étienne
- 1973-1975 Troyes AC
- 1975-1977 Lille OSC
- 1977-1980 FC Sochaux-Montbéliard
- 1980-1983 Stade Brestois
- 1983-1984 Thonon

## Trainerscarrière
- 1984-1988 Chamois Niortais FC
- 1989-1991 Grenoble Foot 38
- 1991-1992 US Melun
- 1992-1994 Amiens SC
- 1994-1995 FC Rouen
- 1996-1998 FC Martigues
- 2000-2002 Ivoriaans voetbalelftal
- 2002-2003 Mauritiaans voetbalelftal
- 2004 Paris FC
- 2005-2009 SM Caen